# Opoki
Opoki – wieś w Polsce położona w województwie kujawsko-pomorskim, w powiecie aleksandrowskim, w gminie Aleksandrów Kujawski.

## Położenie i przynależność administracyjna
Od X wieku do XV wieku miejscowość należała do kasztelanii słońskiej, diecezja gnieźnieńska, a od XII wieku diecezja kujawska w Kruszwicy, od 1325 dekanat inowrocławski, parafia Słońsko.
W latach 1954–1971 wieś należała i była siedzibą władz gromady Opoki, po jej zniesieniu w gromadzie Służewo. W latach 1975–1998 miejscowość administracyjnie należała do województwa włocławskiego.
Wieś sołecka w gminie Aleksandrów Kujawski.

## Historia
Teren zajmowany obecnie przez Opoki zaludniony był co najmniej od II w. p.n.e. Prowadził tędy szlak handlowy zorganizowany przez Celtów, a po nich przejęli go i rozwinęli Rzymianie. Szlak bursztynowy zaczynał się od Rzymu przez naddunajskie faktorie, Czechy i Morawy, Śląsk do Opola, a dalej do Kalisza i przez rzekę Wartę w rejonie Konina. Centralny punkt osadniczy kujawskiego odcinka szlaku bursztynowego usytuowany był w rejonie Kruszy Zamkowej koło Inowrocławia. Osady obsługujące Szlak bursztynowy rozmieszczone są na jego przebiegu w regularnych odstępach mniej więcej co 20 km od siebie. Na odcinku Konin – Otłoczyn istniało pięć takich skupień, zlokalizowanych w rejonie Paniewa, Kościeszek, Kruszy Zamkowej oraz Kaczkowa i Opok. Poszczególne skupienia pełniły funkcje punktów, gdzie zatrzymywali się podróżni wędrujący szlakiem i wymieniali towary. Ostatnim punktem kujawskiego odcinka szlaku bursztynowego była osada Otłoczyn obsługująca przeprawę przez bród na Wiśle.